# Creeton
Creeton – osada w Anglii, w hrabstwie Lincolnshire. Leży 54 km na południe od Lincoln i 141 km na północ od Londynu.